# Новоалександровский сельский совет (Каланчакский район)
Новоалександровский сельский совет (укр. Новоолександрівська сільська рада) — входит в состав
Каланчакского района
Херсонской области
Украины.
Административный центр сельского совета находится в 
с. Новоалександровка
.

## История
- 1922 — дата образования.

## Населённые пункты совета
- с. Новоалександровка